# Садовый инструмент

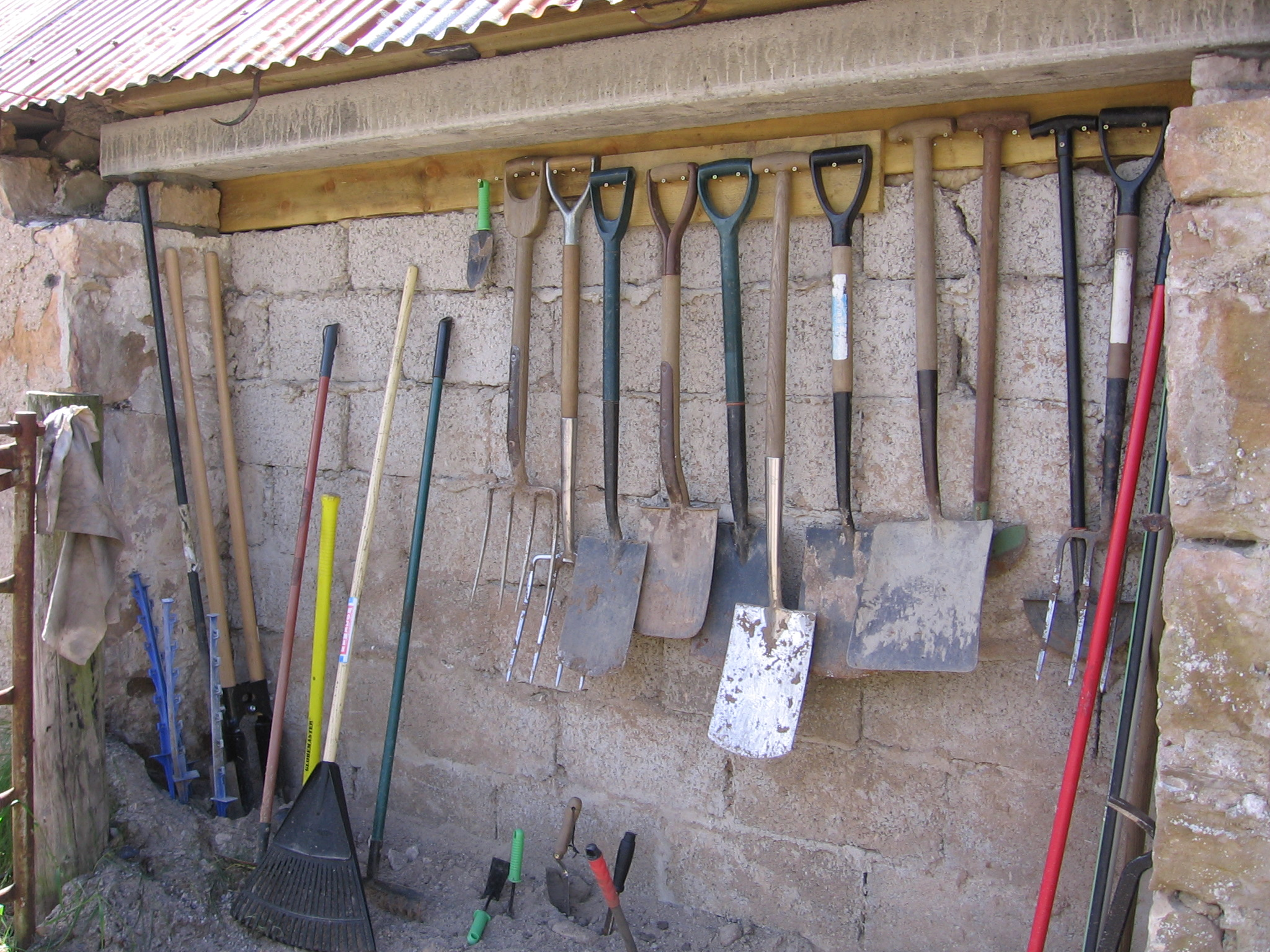
Набор различных садовых инструментов.

Садовый инструмент — это инструмент, который используется для работы в сельском хозяйстве и садоводстве. Садовые инструменты различают по назначению: для обработки почвы, полива, обрезки деревьев, стрижки газона и т. д. Также инструменты можно разделить на ручные (инвентарь) и механизированные (садовая техника).

## Ручные инструменты
Ручные инструменты, которые до сих пор используются садоводами, возникли на основе самых ранних сельскохозяйственных орудий, используемых людьми. Например: топор, лопата, грабли, коса, вилы, мотыга.
Самые ранние инструменты изготавливались из дерева, кремня, металла, олова и кости. Однако развитие металлообработки, начала меди, а потом железа и стали, позволило изготавливать более прочные инструменты. Промышленная обработка металлов позволила производить эффективные режущие инструменты, такие как секаторы, сучкорезы, ножницы для травы.
В настоящее время садовые инструменты изготавливаются из легких материалов и просты в общении. При создании инструментов учитывается эргономика. Это означает, что инструменты проектируются таким образом, чтобы оказывать меньшую нагрузку на человеческий организм. Самые эффективные удерживают тело в нейтральном положении, что помогает снизить воздействие на суставы и мышцы.

## Садовая техника
Механизированный инструмент обычно снабжается двигателем внутреннего сгорания или электродвигателем, которые приводят в действие рабочие органы. Также существуют пневматические садовые инструменты, например, пневматический секатор.
Первым инструментом, завоевавшим популярность среди садоводов, была газонокосилка. За ней последовал широкий спектр механизированных инструментов, таких как триммер, культиватор, воздуходувка, садовый измельчитель, мотоблок, бензопила.